# Cyrtopodion himalayanum
Cyrtopodion himalayanum är en ödleart som beskrevs av  Duda och SAHI 1978. Cyrtopodion himalayanum ingår i släktet Cyrtopodion och familjen geckoödlor. Inga underarter finns listade i Catalogue of Life.